# Tin

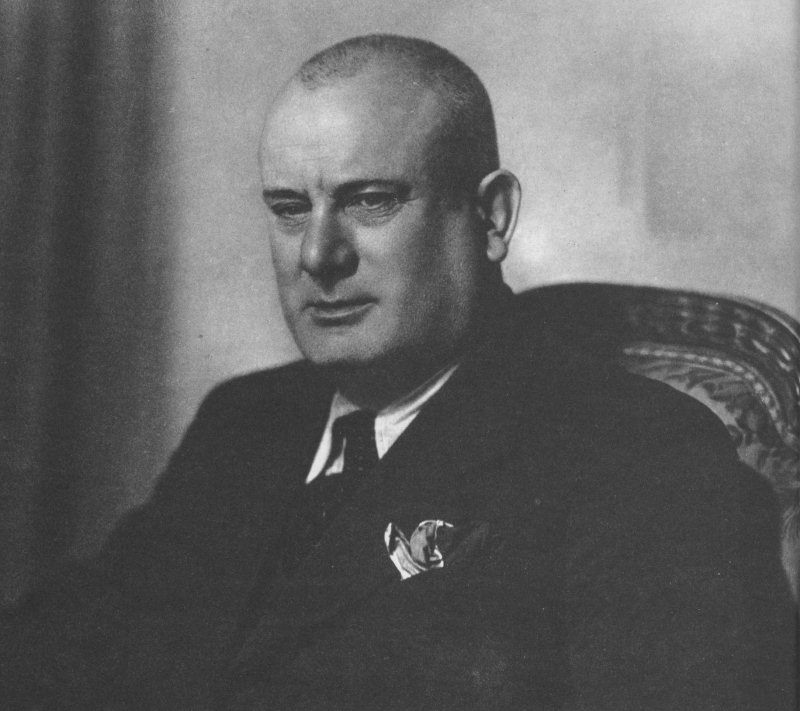
Tin Ujević cirka 1940.

Tin är ett förnamn, som både kvinnor och män kan bära.
I Sverige finns 38 kvinnor och 75 män som bär namnet Tin. Av dessa har 38 namnet Tin som tilltalsnamn.

## Personer med namnet Tin
- Tin Carlsson, svensk röstskådespelare.
- Tin Široki, kroatisk skidåkare.
- Tin Ujević, kroatisk poet.